# Neuville-sous-Montreuil
Neuville-sous-Montreuil är en kommun i departementet Pas-de-Calais i regionen Hauts-de-France i norra Frankrike. Kommunen ligger i kantonen Montreuil som tillhör arrondissementet Montreuil. År 2022 hade Neuville-sous-Montreuil 633 invånare.

## Befolkningsutveckling
Antalet invånare i kommunen Neuville-sous-Montreuil
| Referens: INSEE |